# Comté de McKinley
Pour les articles homonymes, voir McKinley.
Le comté de McKinley est l’un des 33 comtés de l’État du Nouveau-Mexique, aux États-Unis. Il est nommé en l'honneur de William McKinley, l'ancien président des États-Unis. C’est une zone de peuplement navajo.
Son siège est Gallup.

## Démographie
| Groupe                              | Comté de McKinley | Nouveau-Mexique | États-Unis |
| ----------------------------------- | ----------------- | --------------- | ---------- |
| Amérindiens, dont : Navajos Pueblos | 75,5 57,1 10,9    | 9,4 5,3 1,9     | 0,9        |
| Blancs                              | 15,2              | 68,4            | 72,4       |
| Autres                              | 5,0               | 15,1            | 6,4        |
| Métis                               | 3,1               | 3,7             | 2,9        |
| Asiatiques                          | 0,8               | 1,4             | 4,8        |
| Afro-Américains                     | 0,5               | 2,1             | 12,6       |
| Total                               | 100               | 100             | 100        |
|                                     |                   |                 |            |
| Hispaniques et Latino-Américains    | 13,3              | 46,3            | 16,7       |

Selon l'American Community Survey, pour la période 2011-2015, 43,51 % de la population âgée de plus de 5 ans déclare parler l'anglais à la maison, 36,02 % le navajo, 13,44 % le zuñi, 5,94 % déclare parler l'espagnol et 1,08 % une autre langue.

## Comtés adjacents
- Comté de San Juan, Nouveau-Mexique (nord)
- Comté de Sandoval, Nouveau-Mexique (est)
- Comté de Cibola, Nouveau-Mexique (sud)
- Comté d'Apache, Arizona (ouest)

## Zones protégées
- District historique du Southwestern Range and Sheep Breeding Laboratory